# Gustaf Edgren
Erik Gustaf Edgren, né le 1er avril 1895 à Östra Fågelvik dans le Värmland, en Suède, mort le 10 juin 1954 dans le district de Bromma à Stockholm, est un réalisateur, scénariste et producteur de films suédois.

## Biographie
Edgren débute comme chorégraphe dans le film Värmlänningarna en 1921, dans lequel il apparaît dans un rôle mineur. Autodidacte en tant que réalisateur, il fait ses débuts en 1922 avec le film La fille de Pori, qu'il réalise, écrit et produit pour sa propre compagnie, Värmlandsfilm. Il réalise six films pour cette compagnie avant de rejoindre Svensk Filmindustri en 1927,.
Son cinéma devient très populaire en Suède, notamment parce qu'Edgren avait découvert le comédien Fridolf Rhudin.
Edgren a d'abord un penchant pour le folklore ainsi dans son premier film Fröken på Björneborg, ou dans Värmlänningarna (1932). Il réalise également quelques films politiques comme la comédie politique Röda dagen (1931) d'Erik Lindorm et Karl-Fredrik au pouvoir (1934), qui raconte l'histoire d'un homme d'État devenu ministre de l'agriculture. Après La Nuit de la Saint-Jean (1935), il connaît quelques échecs avant de retrouver le succès avec Katrina en 1943 et Driver dagg faller regn en 1946.
Il épouse l'actrice Svea Hellberg (1896-1924) puis Linnéa Spångberg (1904-1981).

## Filmographie

### Comme réalisateur
- 1922 : Fröken på Björneborg (sv)
- 1923 : Närkingarna (sv)
- 1924 : Trollebokungen (sv)
- 1925 : Styrman Karlssons flammor (sv)
- 1925 : Skeppargatan 40 (sv)
- 1926 : Hon, Han och Andersson (sv)
- 1927 : Spökbaronen (sv)
- 1928 : Svarte Rudolf (sv)
- 1929 : Konstgjorda Svensson (sv)
- 1930 : Kronans kavaljerer (sv)
- 1931 : Trötte Teodor (sv)
- 1931 : Röda dagen (sv)
- 1931 : Skepp ohoj! (sv)
- 1932 : Värmlänningarna (sv)
- 1934 : Simon i Backabo (sv)
- 1934 : Karl Fredrik regerar[3].
- 1935 : La Nuit de la Saint-Jean (Valborgsmässoafton)[4].
- 1936 : Johan Ulfstjerna (sv)
- 1937 : John Ericsson - segraren vid Hampton Roads (sv)
- 1937 : Ryska snuvan
- 1938 : Styrman Karlssons flammor (sv)
- 1940 : Stora famnen (sv)
- 1943 : Katrina (sv)
- 1943 : Lille Napoleon (sv)
- 1944 : Dolly tar chansen (sv)
- 1945 : Hans Majestät får vänta (sv)
- 1946 : Driver dagg faller regn
- 1946 : Kristin kommenderar (sv)
- 1947 : Tösen från Stormyrtorpet (sv)
- 1948 : En svensk tiger
- 1948 : Flottans kavaljerer (sv)
- 1949 : Svenske ryttaren (sv)
- 1951 : La Belle Hélène (Sköna Helena)

### Comme scénariste
- 1922 : Fröken på Björneborg (sv)
- 1923 : Närkingarna (sv)
- 1924 : Trollebokungen (sv)
- 1925 : Styrman Karlssons flammor (sv)
- 1925 : Skeppargatan 40 (sv)
- 1926 : Hon, Han och Andersson (sv)
- 1927 : Spökbaronen (sv)
- 1928 : Svarte Rudolf (sv)
- 1929 : Konstgjorda Svensson (sv)
- 1930 : Kronans kavaljerer (sv)
- 1931 : Röda dagen (sv)
- 1931 : Skepp ohoj! (sv)
- 1932 : Värmlänningarna (sv)
- 1934 : Fasters millioner
- 1935 : La Nuit de la Saint-Jean (Valborgsmässoafton)
- 1936 : Johan Ulfstjerna (sv)
- 1937 : John Ericsson - segraren vid Hampton Roads (sv)
- 1937 : Ryska snuvan
- 1940 : Stora famnen (sv)
- 1943 : Katrina (sv)
- 1943 : Lille Napoleon (sv)
- 1944 : Dolly tar chansen (sv)
- 1945 : Hans Majestät får vänta (sv)
- 1946 : Driver dagg faller regn
- 1946 : Kristin kommenderar (sv)
- 1947 : Tösen från Stormyrtorpet (sv)
- 1948 : En svensk tiger
- 1948 : Flottans kavaljerer (sv)
- 1949 : Svenske ryttaren (sv)
- 1951 : La Belle Hélène (Sköna Helena)

### Comme producteur
- 1922 : Fröken på Björneborg (sv)
- 1923 : Närkingarna (sv)
- 1924 : Trollebokungen (sv)
- 1925 : Styrman Karlssons flammor (sv)
- 1925 : Skeppargatan 40 (sv)
- 1926 : Hon, Han och Andersson (sv)

### Comme acteur
- 1921 : Värmlänningarna (sv)
- 1931 : Brokiga Blad (sv)
- 1931 : Trötte Teodor (sv)
- 1934 : Karl Fredrik au pouvoir (sv)
- 1943 : SF-journalen 1943 Solna blir stad (sv)
- 1946 : Den gamla goda tiden (sv)

## Crédit d'auteurs
- (sv) Cet article est partiellement ou en totalité issu de l’article de Wikipédia en suédois intitulé « Gustaf Edgren » (voir la liste des auteurs).